# William Kurtovic
William Kurtovic, född 22 juni 1996, är en svensk fotbollsspelare som spelar för norska HamKam. Hans syster, Amanda Kurtović, har representerat Norges landslag i handboll.

## Karriär
Den 4 april 2018 lånades Kurtovic ut av Sandefjord till Ullensaker/Kisa på ett låneavtal fram till 31 juli 2018.
I februari 2023 värvades Kurtovic av HamKam, där han skrev på ett tvåårskontrakt.